# Südwest-Verlag
Südwest ist ein deutscher Ratgeberverlag mit Sitz in München. Er wurde 1949 in Marbach am Neckar gegründet und gehört heute zur Penguin Random House Verlagsgruppe, einem Unternehmensbereich von Bertelsmann.

## Geschichte
1949 gründete Matthias Lackas den Perlen-Verlag mit Sitz in Marbach am Neckar. Lackas war zuvor bereits in der Verlagsbranche aktiv. Nach dem Zweiten Weltkrieg war er unter anderem am Saar-Verlag beteiligt, den er im Zuge der Integration in den West-Ost-Verlag aber verlassen musste. Der Perlen-Verlag verfügte über ein Startkapital von 50.000 Deutsche Mark, die von einem Druckereibesitzer stammten. Die ersten Bücher wurden 1950 veröffentlicht. Es handelte sich in erster Linie um „leichte“ Literatur und Klassiker, die ein breites Publikum ansprechen sollten. Kommerziellen Erfolg hatte der Perlen-Verlag 1956 mit „Das Buch der Etikette“ von Karlheinz Graudenz. Dabei handelte es sich um einen Benimmratgeber. Neben dem Perlen-Verlag betrieb Lackas auch die „Gemeinschaft der Bücherfreunde“ mit dem Programm „Bücher für alle“. Lackas verkaufte das Unternehmen 1956 an den Bertelsmann Lesering und profitierte in den nächsten Jahren von der Zusammenarbeit mit Bertelsmann, insbesondere als Lizenzgeber einzelner Titel.
1958 verlegte das Unternehmen seinen Sitz nach München. Die Vertriebsgesellschaft blieb zunächst in Marbach am Neckar und wechselte erst später in die bayerische Landeshauptstadt. 1963 änderte Lackas den Namen von Perlen-Verlag in Südwest-Verlag. Im selben Jahr wurde das Unternehmen in eine Kommanditgesellschaft umgewandelt und an den Hans Neumann Verlag verkauft. 1966 trat die J. Ebner Graphische Betriebe KG mit Sitz in Ulm als Kommanditistin in den Verlag ein und erwarb bis 1969 schrittweise 100 % der Anteile. Die neue Eigentümerin kam Anfang der 1970er Jahre dann unter das Dach des Süddeutschen Verlags. Dieser wiederum ging in der Verlagsgruppe List/Südwest auf, die 1992 von Christian Strasser und Heinrich Hugendubel erworben wurde. Sie war Grundstein für die Verlagsgruppe Goethestraße. Nach der Fusion mit dem Econ Verlag erwarb Axel Springer im Jahr 1998 die Mehrheit am Unternehmen. Weitere Akquisitionen des Mutterkonzerns führten dazu, dass der Südwest-Verlag schließlich Teil der Verlagsgruppe Ullstein Heyne List wurde.
2003 kündigte Bertelsmann an, das Unternehmen zu kaufen. Aufgrund kartellrechtlicher Bedenken durfte man nur einen Teil der Verlagsgruppe behalten, wozu neben Heyne auch Südwest zählte. Der Verlag ist heute ein Teil der Penguin Random House Verlagsgruppe.

## Programm
Unter den ersten Titeln des Südwest-Verlags war „Die Schönheitsfibel der gepflegten Frau“ von 1950. Im folgenden Jahrzehnt wurden Werke von Dominique Le Bourg („Wenn die Männer wüßten“), Franz Bleis („Die Kunst zu lieben“), Herbert Andreas Löhlein („Sternen-Cicerone der Liebe“), Douglas William Jerrold („Madame Kaudels Gardinenpredigten“) und Peter Pretz („Auto-Brevier“) in das Portfolio aufgenommen. In den 1960er und 70er Jahren erreichten viele Titel eine Auflage von über 250.000 Exemplaren, etwa die Wilhelm-Busch-Volksausgabe oder Oswalt Kolles Aufklärungsbücher. Andere wichtige Autoren von Südwest waren bis in die 1990er Jahre unter anderem Otto Koch, Lutz Mackensen, Heinrich Pleticha, Harry Valérien, Heinz Winkler, Eckart Witzigmann und Christian Zentner.
Einer der erfolgreichsten Titel der 1990er Jahre war zum Beispiel „Natürlich heilen mit Apfelessig“ von Margot Hellmiß. Der Ratgeber erschien 1996 erreichte bis 1999 eine Auflage von über zwei Millionen Stück. Der Südwest Verlag zählt heute Benita Cantieni, Marion Grillparzer, Christian Henze, Matthias Marquardt, Björn Moschinski, Franziska Rubin, Herbert Steffny oder Karen Webb zu seinen bekanntesten Autoren. Das Programm umfasst derzeit etwa 620 Titel in den Bereichen Genuss, Gesundheit und Wohlbefinden, Partnerschaft und Familie sowie Kalender.